# Lu Wei
Lu Wei (卢为S, Lú WéiP; Chengdu, 10 dicembre 2005) è una tuffatrice cinese.

## Biografia
All'età di tredici anni ha vinto la medaglia d'oro ai Campionati mondiali di nuoto di Gwangju 2019 nel concorso dei tuffi dalla piattaforma sincro 10 metri e quella d'argento nella piattaforma individuale.

## Palmares
- Mondiali

Gwangju 2019: oro nel sincro 10m, argento nella piattaforma 10m.
- Giochi mondiali universitari

Reno-Ruhr 2025: oro nella piattaforma 10m, nel sincro 10m e nella classifica a squadre.